# Forten van Taku
De forten van Taku, ook wel Dagu of Peiho, is een verzameling forten in de monding van de Hai in het noordoosten van China. De forten hadden tot doel een vijandelijke opmars over de rivier richting Tianjin en de hoofdstad Peking tegen te gaan. De forten liggen op zo’n 60 kilometer ten zuidoosten van Tianjin. 
De eerste verdedigingswerken werden hier tijdens de Qing-dynastie gebouwd in opdracht van keizer Jiajing. Er werd aan gewerkt tussen 1522 en 1527. Ze werden aangelegd om het land te verdedigen tegen Japanse zeerovers, de Wako.
In 1816 volgde verbeteringen en een uitbreiding. Het waren nu de westerse mogendheden die het land bedreigden met aanvallen vanuit zee. In 1841, in reactie op de Eerste Opiumoorlog volgde een belangrijke uitbreiding. Er kwam een stelsel van vijf grote forten, opstelplaatsen voor artillerie met aarde omzoomd en aarden wallen. Deze lagen op beide oevers van de rivier. In 1851 volgden verdere werkzaamheden, er kwam een zesde fort en de bestaande vestingwerken werden uitgebreid en versterkt. De zes forten waren elk bewapend met drie grote kanonnen en 20 stukken met een kleiner kaliber. De forten waren gebouwd van baksteen en hout. De voorzijde was versterkt met beton en aarde om de inslag van de granaten te reduceren. De forten waren 10 tot 15 meter hoog en lagen in een vlak landschap. Ze hadden goed zicht rondom, maar waren ook duidelijk zichtbaar.
In de Tweede Opiumoorlog zijn de forten driemaal aangevallen, een aanval werd succesvol afgeslagen. In mei 1858 vond de eerste slag om de forten plaats. Frans-Britse troepen veroverden de forten. De eerste fase van de Tweede Opiumoorlog kwam tot een einde na het Verdrag van Tianjin en de forten kwamen weer in Chinese handen. In juni 1859 werden de forten weer aangevallen met oorlogsschepen onder leiding van de Britse admiraal Sir James Hope, maar deze aanval werd afgeslagen. In augustus 1860 werden ze voor de derde keer aangevallen door een Frans-Britse troepenmacht. De Chinezen werden verdreven en de weg naar Peking lag open. De hoofdstad werd op 13 oktober ingenomen.
De Bokseropstand (1899-1901) werd neergeslagen door de troepen van de Achtlandenalliantie. In juni 1860 wilden diverse oorlogsschepen de Hai opstomen, maar zij werden tegengehouden door kanonvuur vanuit de forten. Het artillerieduel dat volgde leidde niet tot een doorbraak en troepen van de schepen werden aan land gezet. Eerst werd het fort op de noordoever aangevallen. Vlak voor de aanval ging het munitiedepot van het fort de lucht in en in de verwarring die hierop volgde sloegen de aanvallers hun slag. Vervolgens verschoof de aandacht naar de forten op de zuidoever. Deze werden met kanonnen onder vuur genomen. Ook hier kwam het buskruitmagazijn tot ontploffing en de Chinezen verlieten de forten. De westerse troepen staken de rivier over en namen de forten nagenoeg zonder strijd in. Op 7 september 1901 werd het Bokserprotocol getekend en in een artikel was de afbraak van de forten opgenomen. 
Tegenwoordig zijn er nog twee forten over. Het fort aan de zuidoever is enigszins hersteld en is medio 1997 opengesteld voor het publiek. Er staan nog een paar oude kanonnen en er is een expositie over de Opiumoorlogen. Door landaanwinning ligt het fort op enige afstand van de rivier.  

## Fotogalerij

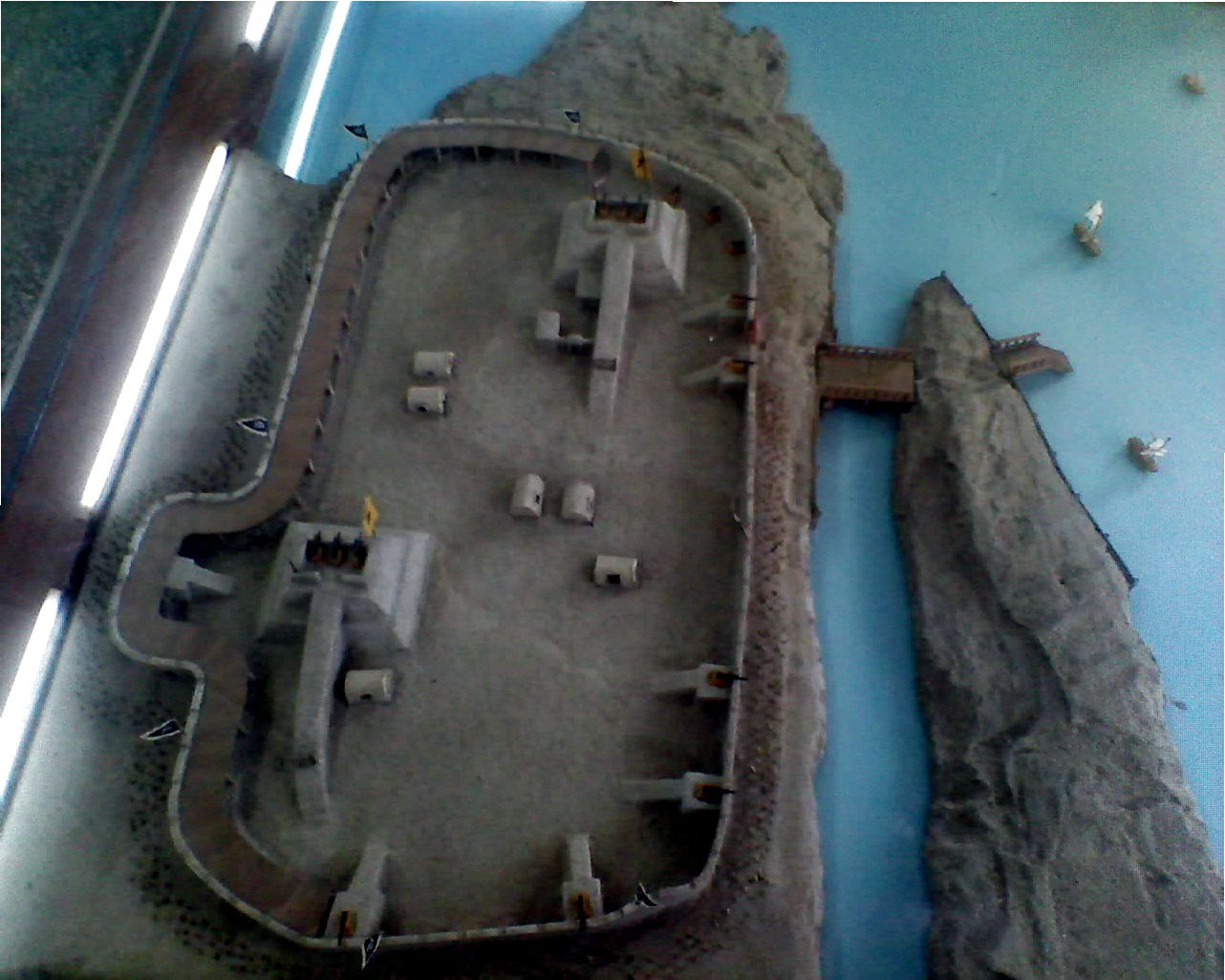
Schaalmodel van een van de forten
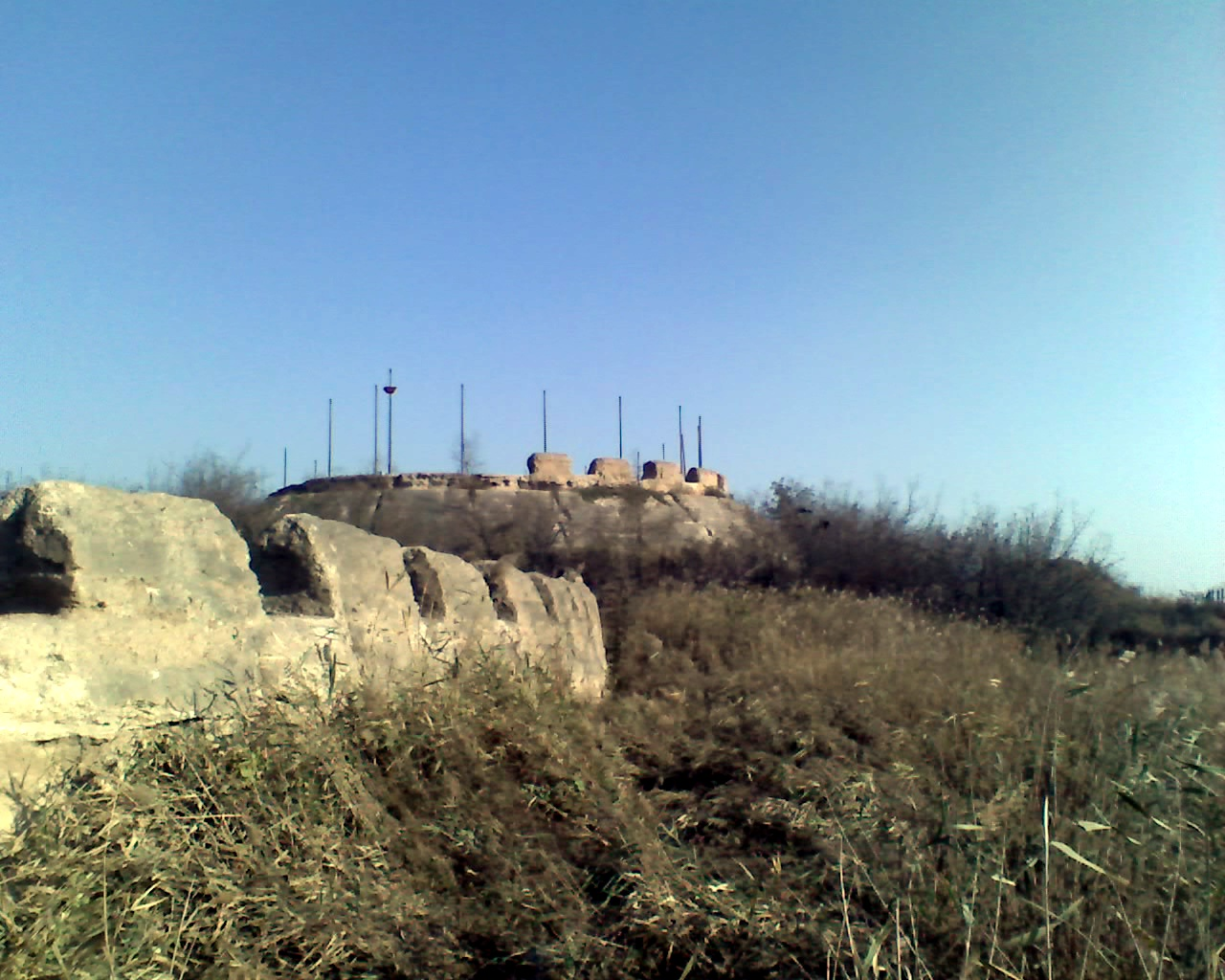
Zicht op de muren van buitenaf
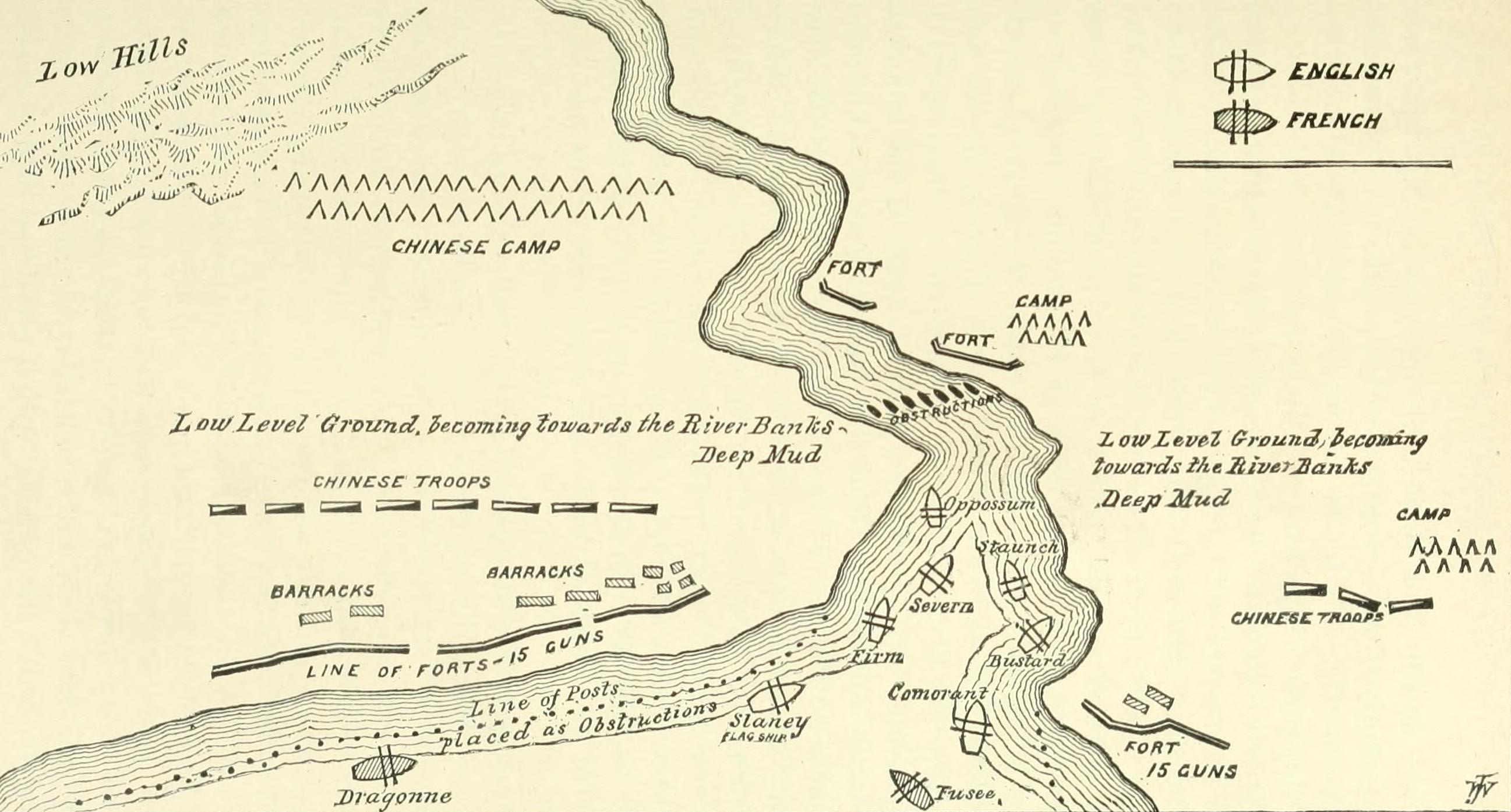
Kaart uit 1858 met de Chinese en Frans-Britse posities
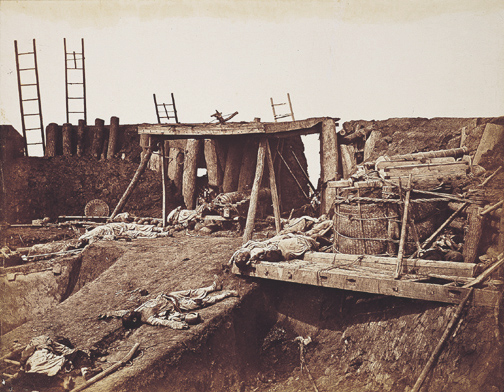
Het Noordfort direct na de inname in augustus 1860
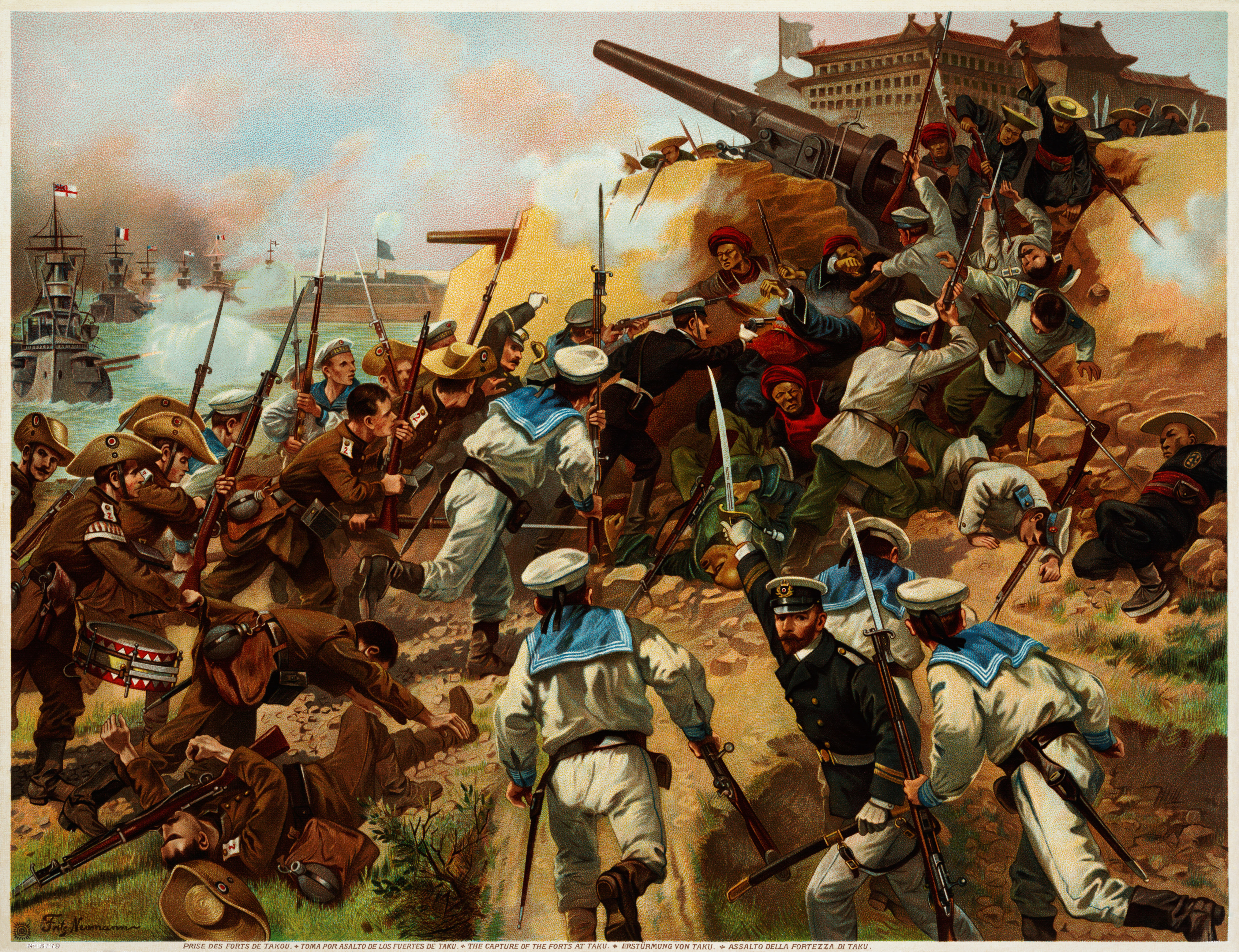
Aanval op het fort door de Achtlandenalliantie